# Trusnov
Trusnov (en allemand : Trusnau) est une commune du district de Pardubice, dans la région de Pardubice, en République tchèque. Sa population s'élevait à 221 habitants en 2024.

## Géographie
Trusnov se trouve à 9 km au sud-est de Holice, à 20 km à l'est-sud-est de Pardubice, à 29 km au sud-est de Hradec Králové et à 116 km à l'est de Prague.
La commune est limitée par Ostřetín au nord, par Jaroslav et Radhošť à l'est, par Stradouň au sud-est, par Ostrov au sud-ouest, et par Uhersko et Dolní Roveň à l'ouest.

## Histoire
La première mention écrite de la localité date de 1407.

## Transports
Par la route, Trusnov se trouve à 12 km de Vysoké Mýto, à 23 km de Pardubice et à 142 km de Prague. 